# Dolby Surround 7.1
Dolby Surround 7.1  es un sistema creado por     Dolby Laboratories que ofrece un sonido teatral envolvente 5.1 a asistentes de la película. Añadiendo dos nuevos canales envolventes traseros (L) y (R) al sistema actual Dolby Digital 5.1. La primera película con función Dolby Surround 7.1 fue Toy Story 3  de Disney Pixar

## Lista de películas
- Step Up 3D (2010)
- Megamind (2010)
- Tron: Legacy (2010)
- Legend of the Fist: The Return of Chen Zhen (2010)
- Little Fockers (2010)
- Los viajes de Gulliver (2010)
- Gnomeo and Juliet (2011)
- Dum Maro Dum (Bollywood film)(2011)
- Thor (2011)
- Kung Fu Panda 2 (2011)
- Super 8 (2011)
- Cars 2 (2011)
- Transformers: el lado oscuro de la luna (2011)
- Capitán América: el primer vengador (2011)
- Bodyguard (Bollywood film) (2011)
- Real Steel (2011)
- Los tres mosqueteros (2011)
- Ra.One (Bollywood film) (2011)
- Don 2 (Bollywood film)(2011)
- El rey león (3D release) (2011)
- Las aventuras de Tintín: el secreto del Unicornio (2011)
- Hugo (2011)
- War Horse (2011)
- Puss in Boots (2011)
- Wreck-It Ralph (2012)
- Yash Chopra's Untitled Project (2012)
- Dhoom 3 (2013)
- Brave (2012 presentada en Dolby atmos
- Mission: impossible ghost protocol (2012)
- Star trek into darkness (2013)

Producción de sonido de categoría: cine
- Datos: Q5288891